# Mistrzostwa świata w narciarstwie szybkim
Mistrzostwa świata w narciarstwie szybkim to główna impreza dla zawodników z całego świata w konkurencjach w narciarstwie szybkim. Pierwsze mistrzostwa odbyły się w 1995 r. w fińskim Kolari. Najwięcej razy mistrzostwa świata organizowała Francja. Spośród wszystkich miast organizujących te zawody najczęściej, bowiem dziesięciokrotnie, rola ta przypadała francuskiemu Vars, które gościło zmagania w latach 1996, 1997, 1998, 2009, 2013, 2019, 2022, 2023, 2024, 2025.

## Organizatorzy MŚ
| - 1995 – Kolari, Finlandia - 1996 – Vars, Francja - 1997 – Vars, Francja - 1998 – Vars, Francja - 2001 – Cervinia, Włochy - 2003 – Salla, Finlandia - 2005 – Cervinia, Włochy - 2007 – Verbier, Szwajcaria - 2009 – Vars, Francja - 2011 – Verbier, Szwajcaria - 2013 – Vars, Francja - 2015 – Grandvalira, Andora - 2017 – Idre, Szwecja - 2019 – Vars, Francja - 2022 – Vars, Francja - 2023 – Vars, Francja - 2024 – Vars, Francja - 2025 – Vars, Francja |

## Medaliści
| Rok i miejsce    | Złoto              | Srebro             | Brąz                 |
| ---------------- | ------------------ | ------------------ | -------------------- |
| 1995 Kolari      | Philippe Goitschel | Bengt Johnson      | Esa Maata            |
| 1996 Vars        | Philippe Billy     | Jeffrey Hamilton   | Markku Tammela       |
| 1997 Vars        | Harry Egger        | Jeffrey Hamilton   | Mark Rupprecht       |
| 1998 Vars        | Jeffrey Hamilton   | Philippe Goitschel | Harry Egger          |
| 2001 Cervinia    | Jukka Viitasaaru   | Philippe Goitschel | Serge Perroud        |
| 2003 Salla       | Jukka Viitasaaru   | John Hembel        | Marc Poncin          |
| 2005 Cervinia    | Simone Origone     | Philippe May       | Ross Anderson        |
| 2007 Verbier     | Simone Origone     | Philippe May       | Bastien Montès       |
| 2009 Vars        | Simone Origone     | Philippe May       | Jonathan Moret       |
| 2011 Verbier     | Simone Origone     | Ivan Origone       | Bastien Montès       |
| 2013 Vars        | Simone Origone     | Bastien Montes     | Simon Billy          |
| 2015 Grandvalira | Ivan Origone       | Simone Origone     | Klaus Schrottshammer |
| 2017 Idre        | Bastien Montès     | Manuel Kramer      | Klaus Schrottshammer |
| 2019 Vars        | Simone Origone     | Simon Billy        | Klaus Schrottshammer |
| 2022 Vars        | Simon Billy        | Manuel Kramer      | Simone Origone       |
| 2023 Vars        | Simon Billy        | Simone Origone     | Manuel Kramer        |
| 2024 Vars        | Simon Billy        | Radim Palán        | Manuel Kramer        |
| 2025 Vars        | Simon Billy        | Manuel Kramer      | Simone Origone       |

## Medalistki
| Rok i miejsce    | Złoto              | Srebro                      | Brąz                |
| ---------------- | ------------------ | --------------------------- | ------------------- |
| 1995 Kolari      | Cheryl Sandercook  | Anna Morin                  | Liss-Anne Pettersen |
| 1996 Vars        | Karine Dubouchet   | Carolyn Curl                | Ulla Riihimäki      |
| 1997 Vars        | Carolyn Curl       | Karine Dubouchet            | Régine Bianco       |
| 1998 Vars        | Karine Dubouchet   | Carolyn Curl                | Laurence Leuba      |
| 2001 Cervinia    | Karine Dubouchet   | Jaana Viitasaari            | Tracie Sachs        |
| 2003 Salla       | Jaana Viitasaari   | Tracie Sachs                | Kati Metsaepelfo    |
| 2005 Cervinia    | Tracie Sachs       | Kati Metsaepelfo            | Elena Banfo         |
| 2007 Verbier     | Sanna Tidstrand    | Elena Banfo                 | Emili Wolff         |
| 2009 Vars        | Karine Dubouchet   | Elena Banfo Sanna Tidstrand | –                   |
| 2011 Verbier     | Karine Dubouchet   | Linda Baginski              | Sanna Tidstrand     |
| 2013 Vars        | Lise Ann Peterssen | Sanna Tidstrand             | Karine Dubouchet    |
| 2015 Grandvalira | Valentina Greggio  | Linda Baginski              | Lisa Hovland-Udén   |
| 2017 Idre        | Valentina Greggio  | Karine Dubouchet            | Lisa Hovland-Udén   |
| 2019 Vars        | Britta Backlund    | Lisa Hovland-Udén           | Valentina Greggio   |
| 2022 Vars        | Valentina Greggio  | Cléa Martinez               | Britta Backlund     |
| 2023 Vars        | Britta Backlund    | Valentina Greggio           | Cléa Martinez       |
| 2024 Vars        | Valentina Greggio  | Cléa Martinez               | Mathilda Persson    |
| 2025 Vars        | Valentina Greggio  | Agnes Abrahamsson           | Cléa Martinez       |

## Tabela medalowa
| #   | Reprezentacja     | Złoto | Srebro | Brąz | Razem |
| --- | ----------------- | ----- | ------ | ---- | ----- |
| 1.  | Francja           | 12    | 8      | 7    | 27    |
| 2.  | Włochy            | 12    | 6      | 4    | 22    |
| 3.  | Szwecja           | 3     | 8      | 6    | 17    |
| 4.  | Stany Zjednoczone | 3     | 6      | 3    | 12    |
| 5.  | Finlandia         | 3     | 2      | 4    | 9     |
| 6.  | Austria           | 1     | 3      | 6    | 10    |
| 7.  | Norwegia          | 1     | 0      | 1    | 2     |
| 8.  | Kanada            | 1     | 0      | 0    | 1     |
| 9.  | Szwajcaria        | 0     | 3      | 3    | 6     |
| 10. | Czechy            | 0     | 1      | 0    | 1     |
| 11. | Wielka Brytania   | 0     | 0      | 1    | 1     |